# なら食と農の魅力創造国際大学校
なら食と農の魅力創造国際大学校（ならしょくとのうのみりょくそうぞうこくさいだいがっこう、英称:NARA Agriculture and Food International College、通称:NAFIC（ナフィック））は、「奈良県農業大学校」を前身にした奈良県桜井市に所在する奈良県立の農業及び調理に関する大学校である。

## 概要

### 奈良県農業大学校
昭和46年4月開校。県内の新規就農希望者、青年農業者の育成、農業従事者の技術向上を目的に各種実習を行っていた。「基礎課程」・「専門課程」・「高度専門課程」の３課程からなり、単年度修業で基礎課程から専門課程へ連続修業する方式であった。農業大学校卒業証書が授与された。

### なら食と農の魅力創造国際大学校
平成28年4月開校。既設の「奈良県農業大学校」を改組し、高度な農業技術と農業経営を主軸とした「農業の担い手」を育成する「アグリマネジメント学科」と農業・農産物に関する知識を持った「食の担い手（料理人等）」を育成する「フードクリエイティブ学科」を新設し開設された。フードクリエイティブ学科には、安倍校舎内に宿泊ができるレストランとしてオーベルジュ（オーベルジュ・ド・ぷれざんす 桜井）を設置し、その運営を民間（株式会社ひらまつ）に指定管理方式で委託、オーベルジュでの実地研修をカリキュラムに組み込んでいるのが大きな特徴である。

## 沿革

### 奈良県農業大学校
- 1970年9月：奈良県農業大学校設置条例
- 1971年4月：開校
- 2000年4月：研修企画課、研修指導課設置
- 2011年1月：農大創立40周年

### なら食と農の魅力創造国際大学校
- 2016年4月：奈良県農業大学校条例改正。「なら食と農の魅力創造国際大学校」開校。

## 所在地
- 安倍校舎（フードクリエイティブ学科）：奈良県桜井市大字高家2217
- 池之内校舎（アグリマネジメント学科）：奈良県桜井市大字池之内130-1

## 人材育成コンセプト
- 経験に裏打ちされた「技術力」
- 経営センスに優れた「経営・マネジメント力」
- 消費者ニーズを基本に据えた「マーケティング力」
- 満足と感動を与える「もてなし力」
- 奈良県らしさを生かした「地域活用力」
- 以上5つに加え、それらを支える力として「国際理解力」を加えている。

## 各学科定員
- フードクリエイティブ学科20名
- アグリマネジメント学科20名

## 受験資格
- 学校教育法による高等学校卒業者、もしくは入学までに卒業見込みの者、または、高等学校を卒業した者と同等以上の学力があると知事が認めた者

## 校長
- 平松博利（株式会社ひらまつ 会長、民間人）